# Robecco d'Oglio
Robecco d'Oglio é uma comuna italiana da região da Lombardia, província de Cremona, com cerca de 2.276 habitantes. Estende-se por uma área de 18 km², tendo uma densidade populacional de 126 hab/km². Faz fronteira com Corte de' Cortesi con Cignone, Corte de' Frati, Olmeneta, Pontevico (BS), Pozzaglio ed Uniti, Verolavecchia (BS).

## Demografia
| Variação demográfica do município entre 1861 e 2011                               |
|                                                                                   |
| Fonte: Istituto Nazionale di Statistica (ISTAT) - Elaboração gráfica da Wikipedia |